# Arjun Mathur
Pour les articles homonymes, voir Mathur.
Arjun Mathur (en hindi अर्जुन माथुर) est un acteur anglais d'origine indienne qui joue dans des films de Bollywood.

## Biographie

### Enfance et éducation
Arjun Mathur est né le 18 octobre 1981 à Londres, en Angleterre. Il a grandi à Delhi où sa famille s'est installée quand il était enfant. Son père est hôtelier. Il a un frère, Gautham Mathur, qui est scénariste.  Sa mère est morte alors qu'il était encore enfant.
Il étudie à la St. Columba's School, avant de partir pour Bombay où il fréquente la St. Mary's School. De retour à Delhi, il finit sa scolarité à l'École Britannique. 
Il fait ses études supérieures à l'Oaklands College, au Royaume-Uni,. Il apprend le métier d'acteur au Lee Strasberg Theatre and Film Institute in New York.

### Carrière
Arjun Mathur a d'abord été assistant sur le tournage de plusieurs films de Bollywood : Kyun...! Ho Gaya Na (dans lequel il a également un petit rôle), Mangal Pandey: The Rising, Rang De Basanti et Bunty Aur Babli.
Il a ensuite joué  dans deux films produits dans le cadre de campagnes de prévention du sida, Migration, de Mira Nair, au côté d'Irrfan Khan et Positive, réalisé par Farhan Akhtar, dans lequel jouent aussi Shabana Azmi et Boman Irani.
Son interprétation d'un acteur débutant qui peine à se faire un nom dans Luck by Chance de Zoya Akhtar est saluée par la critique. Il obtient ensuite un rôle important dans Barah Aana. Il y joue, aux côtés de Naseeruddin Shah et de Vijay Raaz, un serveur qui décide de remédier à ses difficultés financières en organisant des enlèvements.  Il joue ensuite dans My Name Is Khan, un film à gros budget réalisé par Karan Johar. C'est ce rôle d'un l'étudiant en journalisme qui enquête sur le héros joué par Shahrukh Khan qui le fait connaître du grand public. Il joue également dans I Am, d'Onir, le rôle d'un prostitué.

## Filmographie
- Kyun...! Ho Gaya Na (2004) - Sumi
- Outsourced (2006) - Gaurav
- Migration (2007)
- Positive (2007) - Abhijit
- Barah Aana (2009)- Aman
- Luck by Chance (2009) - Abhimanyu
- My Name Is Khan (2010) - Raj
- I Am (2011)
- Mumbai Cutting (segment "Bombay High) (2011)
- My Friend Pinto (2011)
- Made in Heaven (série débutée en  2019, deux saisons)